# Oxygen (KDE)
Oxygen Project è un progetto creato per fornire un aggiornamento visivo per KDE SC 4, la versione corrente dell'ambiente desktop KDE. Lo scopo originale era quello di creare un nuovo set di icone, ma è stato esteso per includere un tema per Plasma, nuovi cursori, un tema per le finestre e suoni. Rappresenta una rottura con l'aspetto precedente di KDE. Il nome Oxygen (ossigeno) è nato da uno scherzo tra gli sviluppatori che volevano "portare una ventata di aria fresca per il desktop".

## Icone di Oxygen

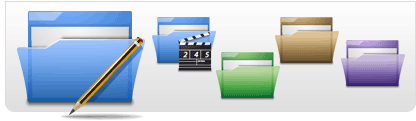
Icone delle cartelle Oxygen

Le icone sono realizzate in formato SVG, che rende possibile il loro ingrandimento per una migliore accessibilità.

## Standardizzazione
Oxygen Project mira ad offrire icone standard, linee guida e una guida di stile. Si basa sulle specifiche di freedesktop.org riguardanti i nomi (Standard Icon Naming Specification) e i temi (Standard Icon Theme), fornendo coerenza tra le varie applicazioni. C'è un continuo lavoro per mantenere queste specifiche nei vari desktop, con set di icone e temi diversi, come il progetto Tango.

## Galleria d'immagini

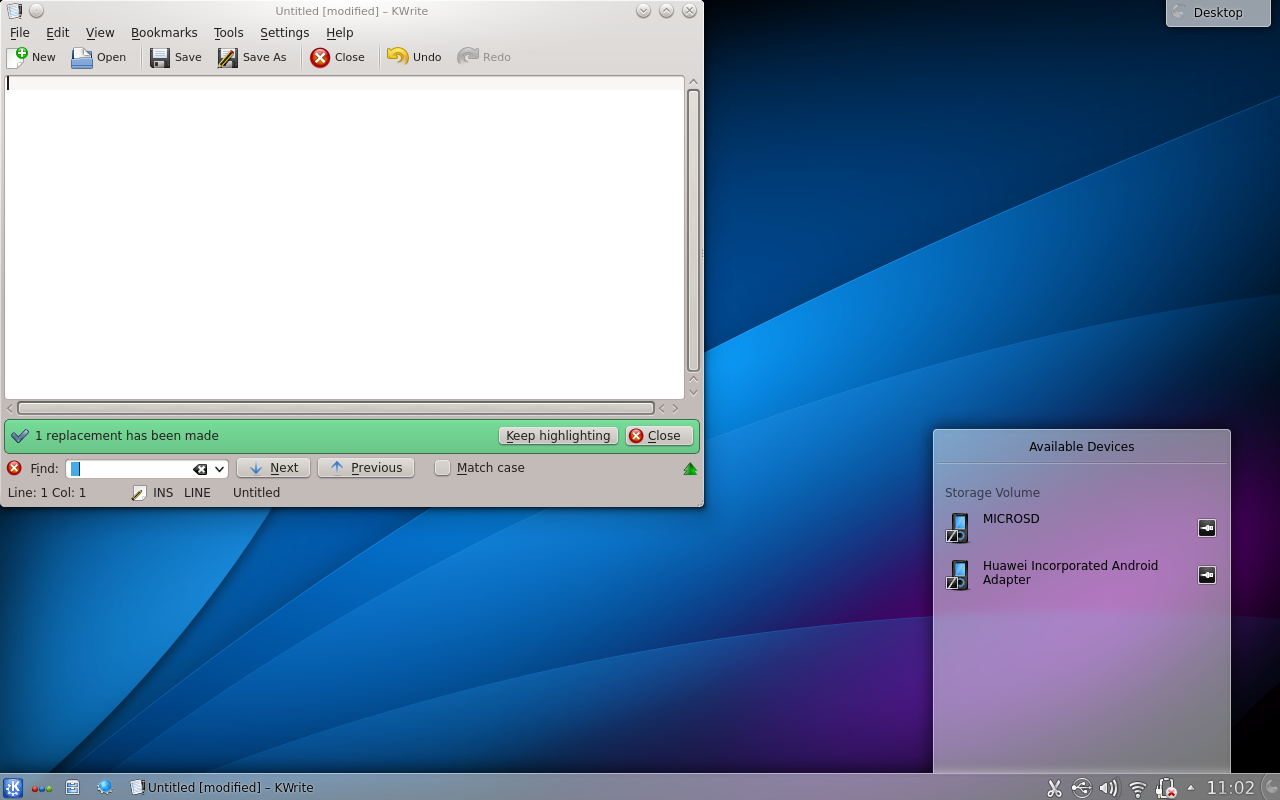
KDE 4.3, migliorato il contrasto e introdotte nuove icone.
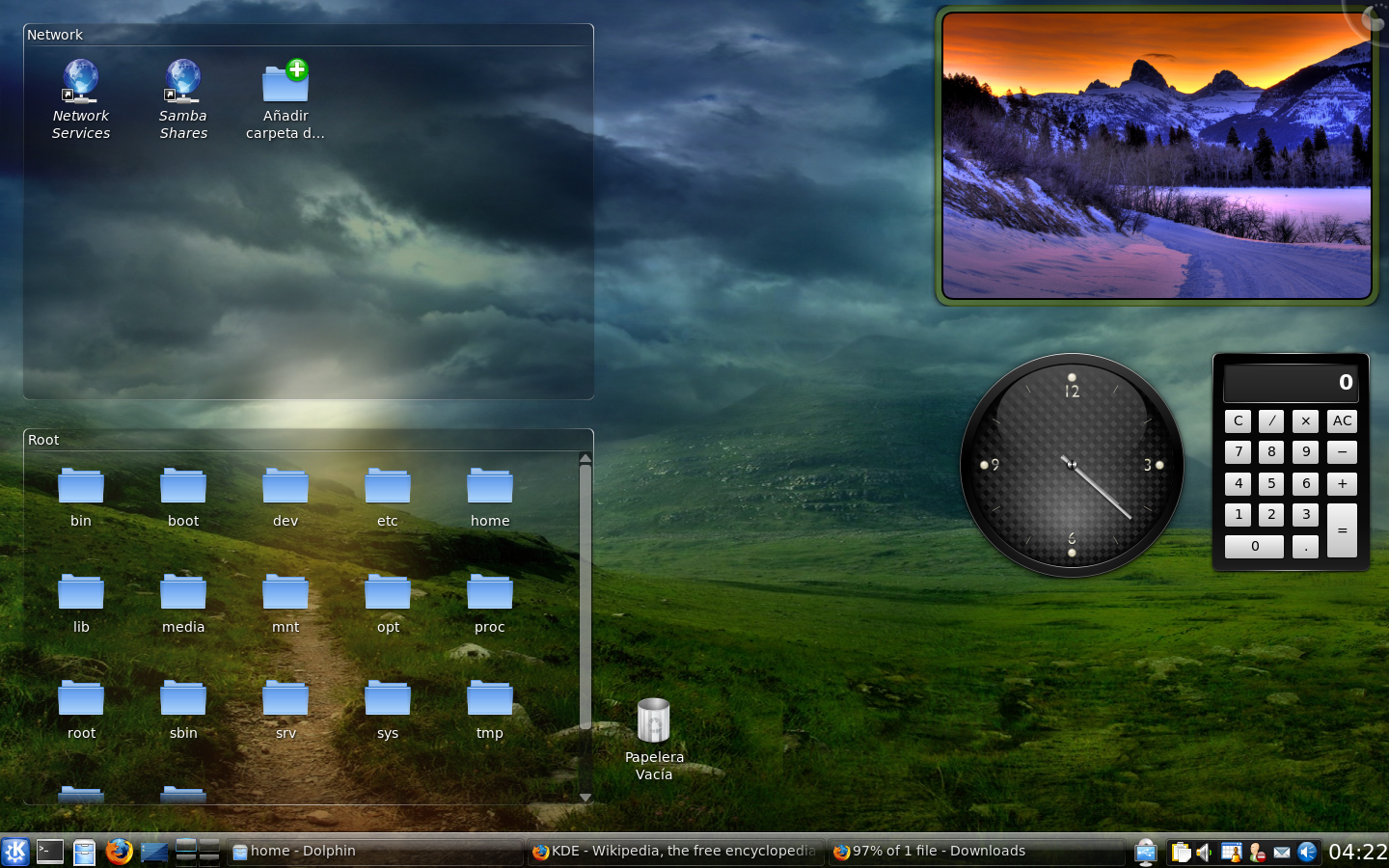
KDE 4.2, con personalizzazioni.